# 휴 맥도널드
휴 존 맥도널드(영어: Hugh John McDonald, 1950년 12월 28일 ~ )는 미국의 베이스 기타 연주자로, 본 조비의 일원이다.